# Toucan montagnard
Andigena laminirostris
Espèce
Statut de conservation UICN

 NT  : Quasi menacé
Le Toucan montagnard, Andigena laminirostris, est une espèce d'oiseau appartenant à la famille des Ramphastidae et à la sous-famille des Ramphastinae. Son aire de répartition s'étend sur la Colombie et l'Équateur. C'est une espèce monotypique.

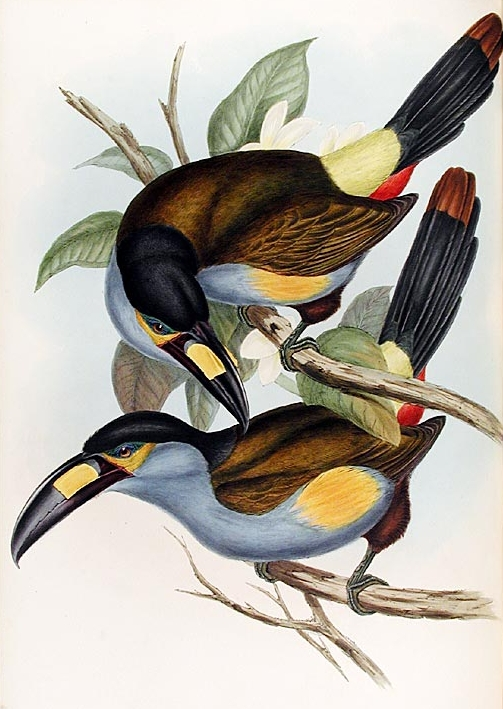
Illustration de John Gould